# 谏义里国

谏义里国

谏义里国，一译谏义利国、葛的里国，是历史上一个统治过印度尼西亚爪哇岛东部的王国。约建立于11世纪，都谏义里。
1045年，固里班國中分裂為重迦羅、諫義里二國。
12世纪时期，其领土包括今天的爪哇岛东部和中部、巴厘岛、龙目岛、松巴哇岛以及加里曼丹岛南部地区，与三佛齐对峙。境内贸易繁荣，文化昌盛。1222年被新柯沙里国所取代。